# Qurayn Abu al Bawl
Le Qurayn Abu al Bawl — également appelé Gurain al Balbul, Gurain al Bâlbûl, Qurain Abul Bul, Qurayn Aba al Bawl, Qurayn Abā al Bawl ou encore Tuwayyir al Hamir — est une colline du Qatar et le point culminant du pays. Il se situe à une altitude de 103 mètres.
Il est situé dans un désert de cailloux au sud du pays, le long de la route 59 menant en direction des Émirats Arabes Unis, à près de trente kilomètres de la frontière saoudienne.

## Toponymie
Qurayn est un terme interchangeable avec Qarn, le terme arabe qui désigne une petite colline sablonneuse et plane. La deuxième partie du nom est latinisée habituellement par Abu al-Bawl ou Balboul, et se réfère à un jouet traditionnel de forme plane, appelé le balboul.

## Ascension

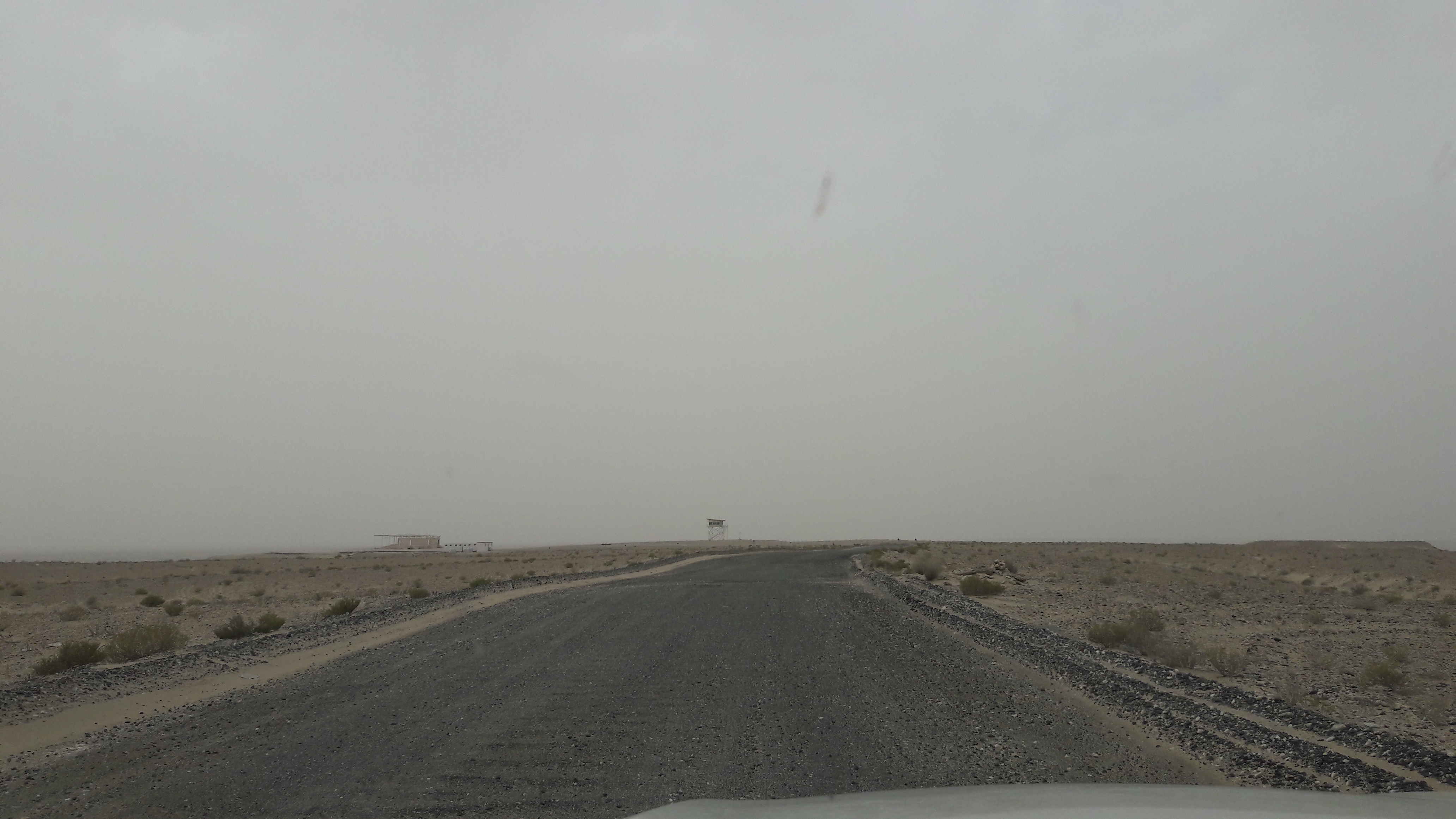
Plateau sommital depuis la route d'accès, avec la tour d'observation au fond.

On accède à la colline en voiture, par la route reliant le Qatar aux Émirats arabes unis qui part vers le sud. À une trentaine de kilomètres avant la frontière avec l'Arabie saoudite, un panneau indique « Al-Qalail Range ». Une route non-asphaltée part vers l'ouest, et mène directement au sommet, au niveau d'un bâtiment militaire et d'une tour d'observation non gardés en 2018.